# Ernest-Bernard Allo
Ernest Allo, Ordensname Bernard-Marie Allo OP, auch E. Bernard Allo, (* 3. oder 5. Februar 1873 in Quintin, Côte-du-Nord, Frankreich; † 19. Januar 1945 im Konvent Le Saulchoir in Étiolles, Département Essonne, Frankreich) war ein französischer Dominikaner und Theologe sowie Rektor der Universität Freiburg (Schweiz).

## Leben
Allo trat am 7. Dezember 1893 der Ordensgemeinschaft der Dominikaner und legte am 10. Oktober 1894 in Amiens die Ordensgelübde ab. Von 1894 bis 1900 erhielt er seine theologische Ausbildung in Corbara, Korsika, und Flavigny-sur-Ozerain, anschliessend absolvierte er ein Studium generale. Am 9. Februar 1896 erhielt er die ordenstypische Tonsur. Am 25. Dezember 1897 legte er Profess ab. Am 5. März 1898 wurde er zum Subdiakon geweiht, am 5. Juni zum Diakon und am 25. September zum Priester.
Von 1900 bis 1904 lehrte er Dogmatik im Séminaire Saint Jean, dem chaldäischen Priesterseminar in Mosul, Irak. Von 1905 bis 1930 war er Professor für neutestamentliche Exegese an der Université de Fribourg in Fribourg. Er war Dekan und 1922–1923 Rektor der Universität. Von 1930 bis 1938 hatte er den Lehrstuhl für Religionsgeschichte und Missionswissenschaft inne. 1938 wurde er emeritiert.
Ernest Allo hat zahlreiche Bücher und wissenschaftliche Arbeiten veröffentlicht. 1941 wurde er von Pius XII. in die Päpstliche Bibelkommission berufen.

## Werke
- Etudes de philosophie et de critique religieuse Foi et systèmes, 1908
- L'Évangile en face du syncrétisme païen, Bloud & Cie 1910
- Les miracles de l'Évangile devant la critique contemporaine, Société d'études religieuses, 1920
- Le travail d'après Saint Paul, 1921
- Saint Jean: l'Apocalypse, J. Gabalda, 1921
- Jésus-Christ et les plus récentes théories "historiques": discours prononcé le 15 Novembre 1922 à l'occasion de la rentrée solennelle des cours uníversitaires, Imprimerie de l'Oeuvre de Saint-Paul, 1922
- Le philosophie grecque dans le Nouveau Testament, Institut supérieur de philosophie, 1922
- L' Evangile de Rena, Revue des jeunes : Desclée et Cie, 1925
- Le scandale de Jésus, Bernard Grasset 1927, zusammen mit Maurice Brillant
- L'Empire romain et l'Eglise, Fragnière, 1929
- L'Apocalypse :  Edition abrégée par le R.P. Lavergne, préface par le R. P. Allo, 1930, zusammen mit P. de Lavergne
- Saint Paul Première épître aux Corinthiens; avec introduction, traduction et commentaire par le P. E.-B. Allo, 1934[1]
- Seconde épître aux Corinthiens, J. Gabalda 1937
- Paul apôtre de Jésus-Christ, Cerf 1942
- Evangile et évangélistes, Edition du Cerf 1944
- L'Evangile spirituel de saint Jean, suivi de le Règne de Dieu et le Monde., Cerf 1944
- L'Apocalypse, Gabalda 1948
- Saint Paul: première épître aux Corinthiens, Gabalda 1956
- Saint Paul: seconde épître aux Corinthiens, Gabalda 1956